# 橋本 (八幡市)

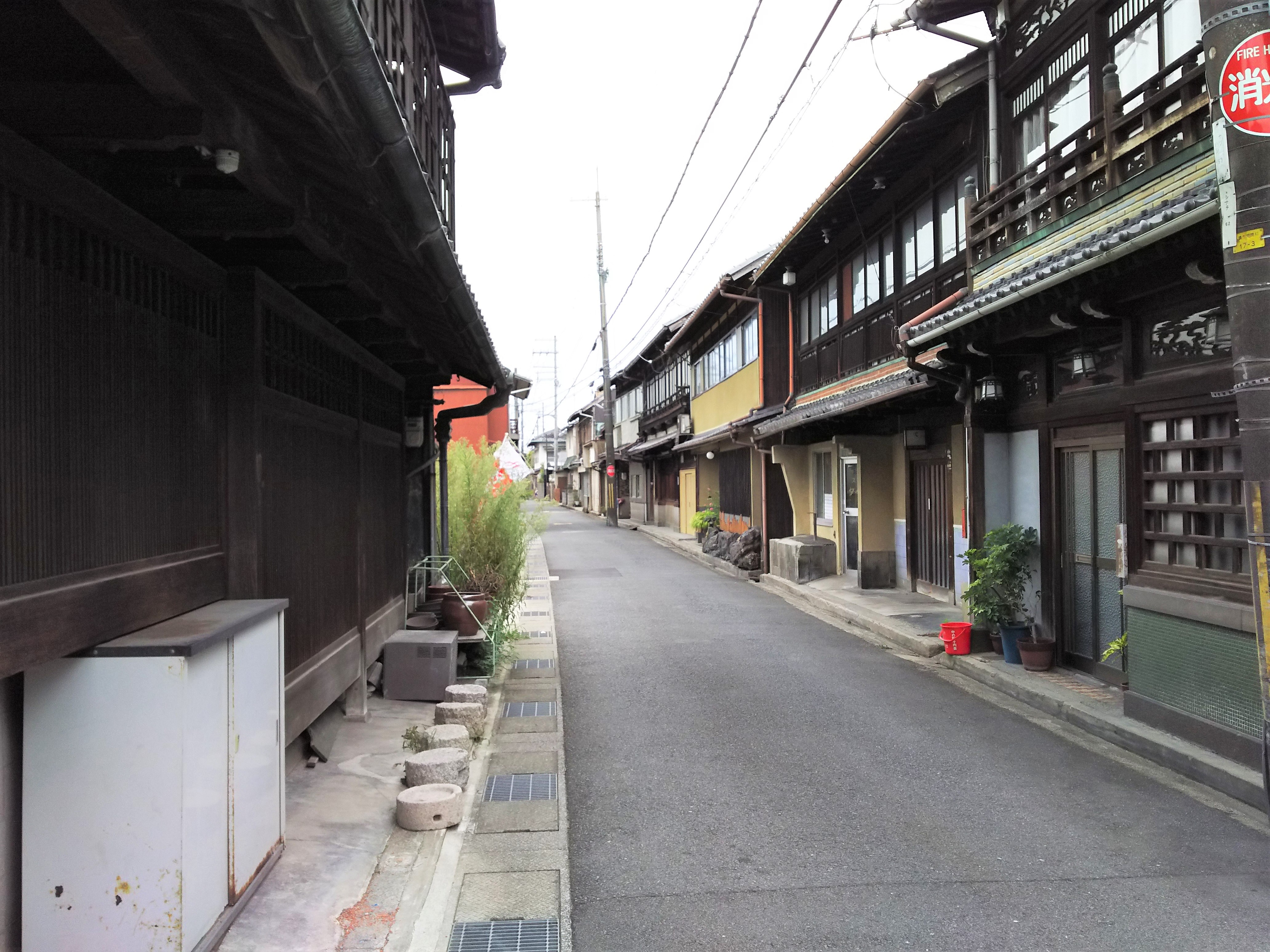
遊郭の面影を残す橋本の街並み

橋本（はしもと）は京都府八幡市の地名である。

## 概要
山城国の西端、淀川左岸、石清水八幡宮の西に位置し、古くは山崎橋の最寄りであったことが地名の由来とされる。宇治川、木津川、桂川の合流箇所に近い。
1910年（明治43年）4月、京阪本線開通と同時に橋本駅が開業した。橋本地域は八幡市の中でも宅地開発が早く進み、人口の多い地域である。

## 旧橋本遊廓
江戸時代には京街道の宿場町（間の宿）として栄えた。明治以降は遊廓となる。大正初年には貸座敷20軒、娼妓42人、芸妓43人であった。
1958年（昭和33年）3月15日、売春防止法施行により赤線（旧遊廓）は廃止となった。現在は住宅地となっており建替えも進んでいるが、当時の面影を残す街並みが残っている。（現在の橋本中ノ町、橋本小金川付近）

## 交通
- 京阪電気鉄道京阪本線橋本駅
- 京都府道・大阪府道13号京都守口線（旧京阪国道）